# Sint Willibrordus
Sint Willibrordus, St. Willibrordus (do 1888 Buitenbosch) – miejscowość (plaats) oraz osada (buurt) w dystrykcie Bandabou, w kraju autonomicznym Curaçao, należącym do Holandii, w Ameryce Południowej. 20 października 2023 r. liczyła 660 mieszkańców.
Nazwa miejscowości została zmieniona na obecną w roku 1888, kiedy to wybudowano tutaj rzymsko-katolicki kościół, zaprojektowany przez rotterdamskiego architekta Everta Margry’ego.

## Osady
Dwie osady (buurt) wchodzą w skład miejscowości:
| Lp. | Nazwa             | Powierzchnia km² | Liczba mieszkańców |
| --- | ----------------- | ---------------- | ------------------ |
| 1.  | Jan Kok           |                  | 220                |
| 2.  | Sint Willibrordus | 23,52            | 315                |